# Górzyn (województwo lubuskie)

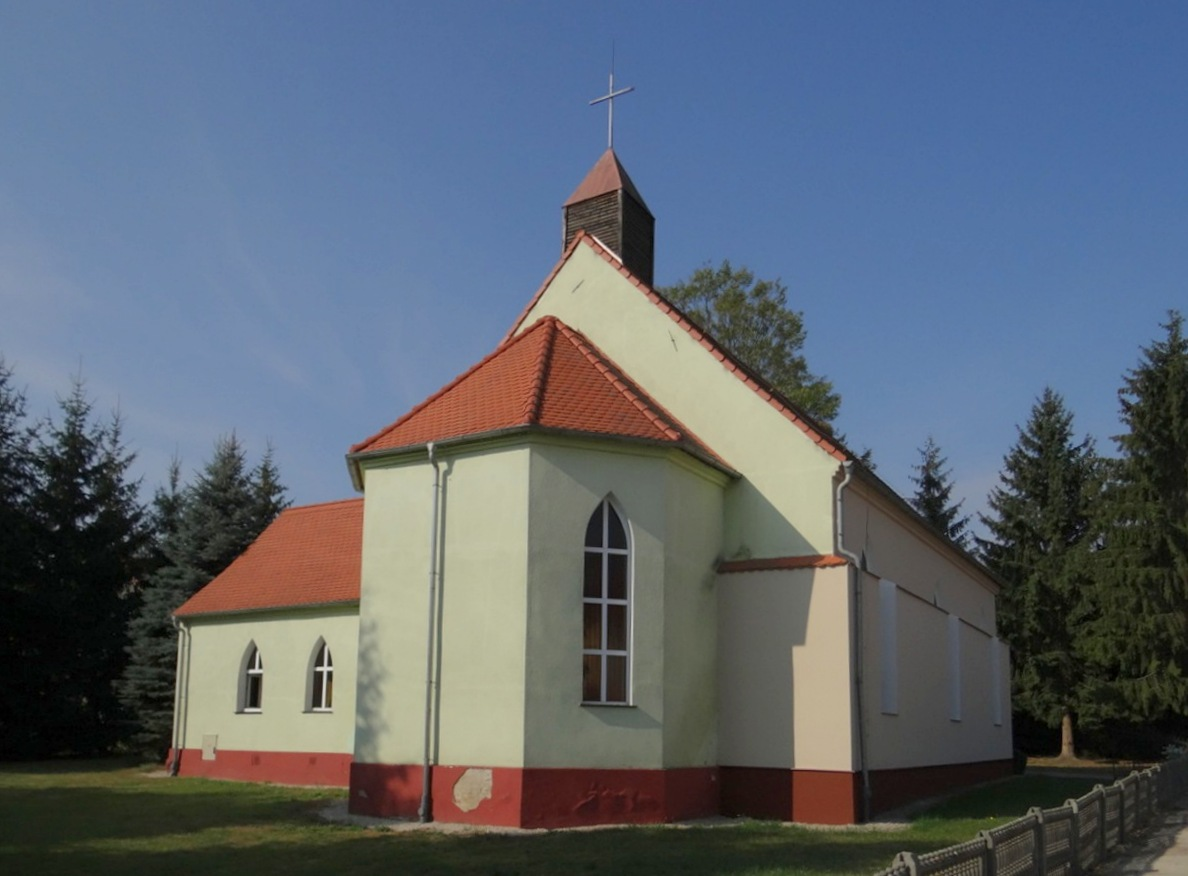
Kościół Niepokalanego Poczęcia NMP

Górzyn – wieś w Polsce położona w województwie lubuskim, w powiecie żarskim, w gminie Lubsko, przy drodze wojewódzkiej nr 287, 4,7 km od Lubska. Największa wieś w gminie, siedziba sołectwa obejmującego również przysiółek Gozdno położony 2,7 km na północ.
| SIMC    | Nazwa  | Rodzaj     |
| ------- | ------ | ---------- |
| 0911144 | Gozdno | przysiółek |

W latach 1945–54 siedziba gminy Górzyn. W latach 1954–1972 wieś należała i była siedzibą władz gromady Górzyn. W latach 1975–1998 miejscowość administracyjnie należała do województwa zielonogórskiego.
Wieś odznaczona Krzyżem Kawalerskim Orderu Odrodzenia Polski.
W Górzynie znajduje się:
- siedziba parafii, kościoły znajdują się w Górzynie, Chociczu i Lutolu;
- szkoła podstawowa im. Stefana Żeromskiego;
- biblioteka (filia Biblioteki Publicznej Miasta i Gminy im. L. Kruczkowskiego w Lubsku);
- sklep;
- remiza strażacka OSP;
- piekarnia;
- tartak (Hamar AM Benedykcińscy Spółka jawna);

## Zabytki
Do wojewódzkiego rejestru zabytków wpisane są:
- cmentarz, na który znajduje się starodrzewie
- kaplica cmentarna, z 1835 roku
- wieża mieszkalna - więzienna, z XV-XVI wieku, XVIII wieku
- domy - chałupy nr 13, 14, 22, 23, 24, drewniane, z połowy XIX wieku
- domy nr 42, 46, 137,161, 188, z połowy XIX wieku
- wiatrak holender, z XIX wieku.